# Mistrzostwa Świata Juniorów w Snowboardzie 2012
Mistrzostwa Świata juniorów w Snowboardzie 2012 – szesnaste mistrzostwa świata juniorów w snowboardzie. Odbyły się w dniach 25–31 marca 2012 roku w hiszpańskim ośrodku narciarskim Sierra Nevada.

## Wyniki

### Mężczyźni
| Konkurencja       | Data     | Złoto               | Srebro             | Brąz              |
| Halfpipe          | 27 marca | Tim-Kevin Ravnjak   | Dimi de Jong       | Nikita Awtaniejew |
| Gigant równoległy | 27 marca | Walerij Kolegow     | Dmitrij Tajmulin   | Dmitrij Bojko     |
| Slalom równoległy | 28 marca | Walerij Kolegow     | Christian Hupfauer | Dmitrij Tajmulin  |
| Slopestyle        | 31 marca | Marco Grigis        | Darcy Sharpe       | Brandon Davis     |
| Snowcross         | 25 marca | Alessandro Hämmerle | Jarryd Hughes      | Jussi Taka        |

### Kobiety
| Konkurencja       | Data     | Złoto           | Srebro           | Brąz           |
| Halfpipe          | 27 marca | Arielle Gold    | Emma Bernard     | Lucile Lefèvre |
| Gigant równoległy | 27 marca | Julie Zogg      | Stefanie Müller  | Emilie Aurange |
| Slalom równoległy | 28 marca | Julie Zogg      | Stefanie Müller  | Cheyenne Loch  |
| Slopestyle        | 31 marca | Katarzyna Rusin | Indigo Monk      | Celia Petrig   |
| Snowcross         | 25 marca | Loreleï Schmitt | Charlotte Bankes | Michela Moioli |

## Tabela medalowa
| Lp. | Państwo           | złoto | srebro | brąz | Suma |
| --- | ----------------- | ----- | ------ | ---- | ---- |
| 1   | Szwajcaria        | 2     | 2      | 1    | 5    |
| 2   | Rosja             | 2     | 1      | 3    | 6    |
| 3   | Francja           | 1     | 2      | 2    | 5    |
| 4   | Stany Zjednoczone | 1     | 1      | 1    | 3    |
| 5   | Włochy            | 1     | 0      | 1    | 2    |
| 6   | Austria           | 1     | 0      | 0    | 1    |
| 6   | Polska            | 1     | 0      | 0    | 1    |
| 6   | Słowenia          | 1     | 0      | 0    | 1    |
| 9   | Niemcy            | 0     | 1      | 1    | 2    |
| 10  | Australia         | 0     | 1      | 0    | 1    |
| 10  | Kanada            | 0     | 1      | 0    | 1    |
| 10  | Holandia          | 0     | 1      | 0    | 1    |
| 13  | Finlandia         | 0     | 0      | 1    | 1    |